# Aleksander Peczenik
Aleksander Henryk Peczenik, född 16 november 1937 i Kraków, död 19 september 2005 i S:t Hans församling i Lund, var en polsk-svensk jurist och rättsvetenskaplig författare.
Peczenik var professor i allmän rättslära vid Lunds universitet 1978–2003, innehade han den särskilda "Torsten och Ragnar Söderbergs stiftelsers professur till Samuel Pufendorfs minne" vid Lunds universitet 2003–2004 samt var professor i rättslig argumentation och retorik vid universitetet i Szczecin 2004–2005.